# Attilio Giovannini
Attilio Giovannini (San Michele Extra, 30 de julho de 1924) é um ex-futebolista italiano, que atuava como defensor.

## Carreira
Giacomo Mari fez parte do elenco da Seleção Italiana de Futebol na Copa do Mundo de 1950, no Brasil. Ele fez uma partida na derrota para a Suécia por 3-2.